# Al-Nassr Football Club (femenino)
El Al Nassr Football Club Women, conocido como Nassr Ladies (en árabe: سيدات النصر‎), es un club de fútbol femenino de la ciudad de Riad, Arabia Saudita. Es la rama femenina del Al-Nassr FC y compite en la Saudi Women's Premier League desde la temporada inaugural de 2022-23.

## Historia

### Al Mamlaka era (2018–2022)
Fundado en 2018 con el nombre de Al Mamlaka Women's Football Club en árabe: فريق المملكة النسائي‎) con base en la ciudad de Dammam. El club participó en el primer torneo de fútbol femenino del Golfo Pérsico en 2019. Más tarde en 2021, logró el segundo lugar en el SAFF National Women's League, primer torneo femenino organizado por la Federación de Fútbol de Arabia Saudita.

### Al Nassr era (2022–)
En septiembre de 2022, el equipo fue adquirido por el Al-Nassr FC para competir en la temporada inaugural de la Saudi Women's Premier League. Debutó el 13 de octubre en la victoria por 18-0 sobre el Sama. El Al Nassr se consolidó campeón de la primera edición, hazaña que repitió en la siguiente temporada, y asegurando su participación en la primera edición de la Liga de Campeones Femenina de la AFC 2024-25.

## Palmarés
| Competición nacional   | Títulos          | Subcampeonatos |
| ---------------------- | ---------------- | -------------- |
| Primera División (2/0) | 2022-23, 2023-24 |                |